# 七舍镇
七舍镇，是中华人民共和国贵州省黔西南布依族苗族自治州兴义市下辖的一个乡镇级行政单位。

## 行政区划
七舍镇下辖以下地区：
七舍村、鲁坎村、侠家米村、革上村、马格闹村和糯泥村。